# Весняна Квітка
Весняна Кві́тка — село в Україні, у Степівській сільській громаді Миколаївського району Миколаївської області. Населення становить 266 осіб.

## Символіка
Затверджена 27 квітня 2023р. рiшенням №10 сесії сільської ради. Автори - І.Д.Янушкевич, В.Дробний.

### Герб
У зеленому полі три золоті квітки весняного первоцвіту (герб є промовистим) у лівий перев'яз, на срібних стеблах, з розкритим золотим бутоном на кожному стеблі.

### Прапор
На квадратному зеленому полотнищі від древка виходять три висхідні діагональні жовті смуrи.